# George Burk (malarz)
George Burk (ur. 12 października 1922 w Goshen, Indiana, zm. 20 lipca 2017 w North Berwick, Maine) – amerykański malarz, grafik, rzeźbiarz i rysownik.
Studiował malarstwo i rzeźbę na Uniwersytecie Indiany. Przez 50 lat wykładał sztukę oraz historię sztuki na Uniwersytecie Stanu Luizjana, Nasson College w Springvale oraz University of Southern Maine. Jednym z jego studentów był amerykański artysta Richard Prince. Jego prace znajdują się m.in. w kolekcji Museum of Fine Arts w Bostonie, Evansville Museum of Art i Barn Gallery w Ogunquit.